# Ferme solaire de Sunraysia
La ferme solaire Sunraysia est une ferme solaire au sud de Balranald, dans le sud-ouest de la Nouvelle-Galles du Sud, en Australie.

## Description
La ferme solaire Sunraysia appartient à Maoneng Australia et est conçue et construite par Decmil,. La construction commence au début de l'année 2019.
Cinquante pour cent de la production d'énergie de la ferme solaire de Sunraysia fournit AGL Energy, et vingt-cinq pour cent est fourni à l'Université de Nouvelle-Galles du Sud. Le reste est vendu sur le marché national de l'électricité. La ferme solaire fait partie du projet d'AGL visant à remplacer la production de sa centrale électrique au charbon de Liddell, qui doit fermer.
Immédiatement au nord de la ferme solaire de Sunraysia, la ferme solaire de Limondale a été mise en service. Les deux fermes solaires sont connectées à la même sous-station TransGrid de 220 kV.